# رافاييل ميكيلي
رافاييل ميكيلي هو مدرب كرة قدم ولاعب كرة قدم بلجيكي في مركز الوسط، ولد في 30 أبريل 1976 في لياج في بلجيكا. لعب مع ستاندارد لييج ونادي ستراسبورغ ونادي لوهافر ونادي لييج.

## وصلات خارجية
- رافاييل ميكيلي على موقع قاعدة بيانات كرة القدم.إي يو (الإنجليزية)